# Rachael Beck
Pour les articles homonymes, voir Beck.
Rachael Elizabeth Beck (née le 9 février 1971) est une chanteuse et actrice de théâtre et de télévision australienne. De 1991 à 1994, Beck a joué un rôle majeur dans la populaire sitcom, Hey Dad ..! , dans le rôle de Samantha Kelly. De 2006 à 2008, Beck a participé aux trois saisons du concours de chant des célébrités de Seven Network It Takes Two, en tant que coach de chant successivement pour Mark Furze, Ernie Dingo et Mark Wilson. Elle est apparue dans les productions de théâtre musical australien Cats (1985), La Belle et la Bête de Disney (1995-1996), Les Misérables (1995-1996), The Sound of Music (août 2000 à février 2001), Cabaret , Singin' in the Rain et Chitty Chitty Bang Bang. Beck a sorti son premier album solo This Girl le 7 mars 2014,.

## Biographie
Beck a grandi à Sydney et son père John Beck l'a mise en scène dans des comédies musicales à l'école,. Elle a un frère et une sœur. À neuf ans, Beck joue à Eisteddfod où elle chante The Count (de Sesame Street). Elle étudie à l'école SCECGS Redlands de Sydney.
Elle est mariée depuis 2001 à Ian Stenlake, comédien australien avec qui elle a eu 2 filles ; Tahlula (née le 15 janvier 2007) et Roxy (née le 19 avril 2009).
Beck est un ambassadrice de l'Australian Children's Music Foundation, une organisation à but non lucratif qui vise à fournir des instruments de musique aux enfants des communautés défavorisées, éloignées et indigènes d'Australie.

## Télévision
Après un passage sur le feuilleton Summer Bay en 1990, Rachael est choisie pour jouer le rôle régulier de Claudia Rossi dans la série Family and Friends.
De 1991 à 1994, elle joue un rôle majeur dans la sitcom, Hey Dad ..! , dans le rôle de Samantha Kelly. Ses autres crédits de télévision incluent de brefs passages sur Summer Bay et en tant que journaliste pour Postcards WA.
De 2006 à 2008, elle participe aux trois saisons du concours de chant des célébrités de Seven Network It Takes Two. En 2006, elle a gagné la troisième place avec Mark Furze. En 2007, elle s'est associée à Ernie Dingo, terminant quatrième. En 2008, elle s'est associée à Mark Wilson de Dancing with the Stars.

## Théâtre
À l'âge de 13 ans, elle auditionne pour la première à Sydney de la comédie musicale Cats, mais était considérée comme trop jeune, elle a pris le rôle de Rumpleteazer pour sa première à Melbourne en 1985.
Elle a joué dans un certain nombre de productions théâtrales australiennes. En 1992, elle interprète le rôle-titre dans Young Judy, un spectacle solo sur les débuts de Judy Garland, écrit par son père, John. Elle est apparue dans les productions scéniques australiennes de La Belle et la Bête de Disney (1995–1996) dans le rôle de Belle aux côtés de Hugh Jackman, (dont la captation audio du spectacle a remporté un ARIA Music Award pour le meilleur album de troupe de 1996), Les Misérables dans le rôle de Fantine (1997–98), The Sound of Music (août 2000 à février 2001), succédant à Lisa McCune dans le rôle de Maria pour les productions de Perth et d'Adélaïde,), Cabaret dans le rôle de Sally Bowles, Singin' in the Rain en tant que Kathy Selden,. En 2006, elle est apparue aux côtés de son mari Ian Stenlake dans une production de The Pajama Game au théâtre d'État de Melbourne.
En septembre 2007, elle interprète le rôle de Beth dans la tournée de concerts en Australie et en Nouvelle-Zélande de la version musicale de Jeff Wayne's Musical Version of The War of The Worlds. 
En janvier et février 2012, elle joue le rôle de Claire dans la première de la comédie musicale d'Adam Gwon Ordinary Days au Darlinghurst Theatre de Sydney avec Michael Falzon (Jason), Erica Lovell (Deb) et Jay James Moody (Warren).
Elle est apparue lors du concert de gala d'Enda Markeys en avril Side by Side by Sondheim à Sydney avec Ruthie Henshall avant de rejoindre Falzon à nouveau en septembre dans la compagnie de la tournée de ce spectacle.

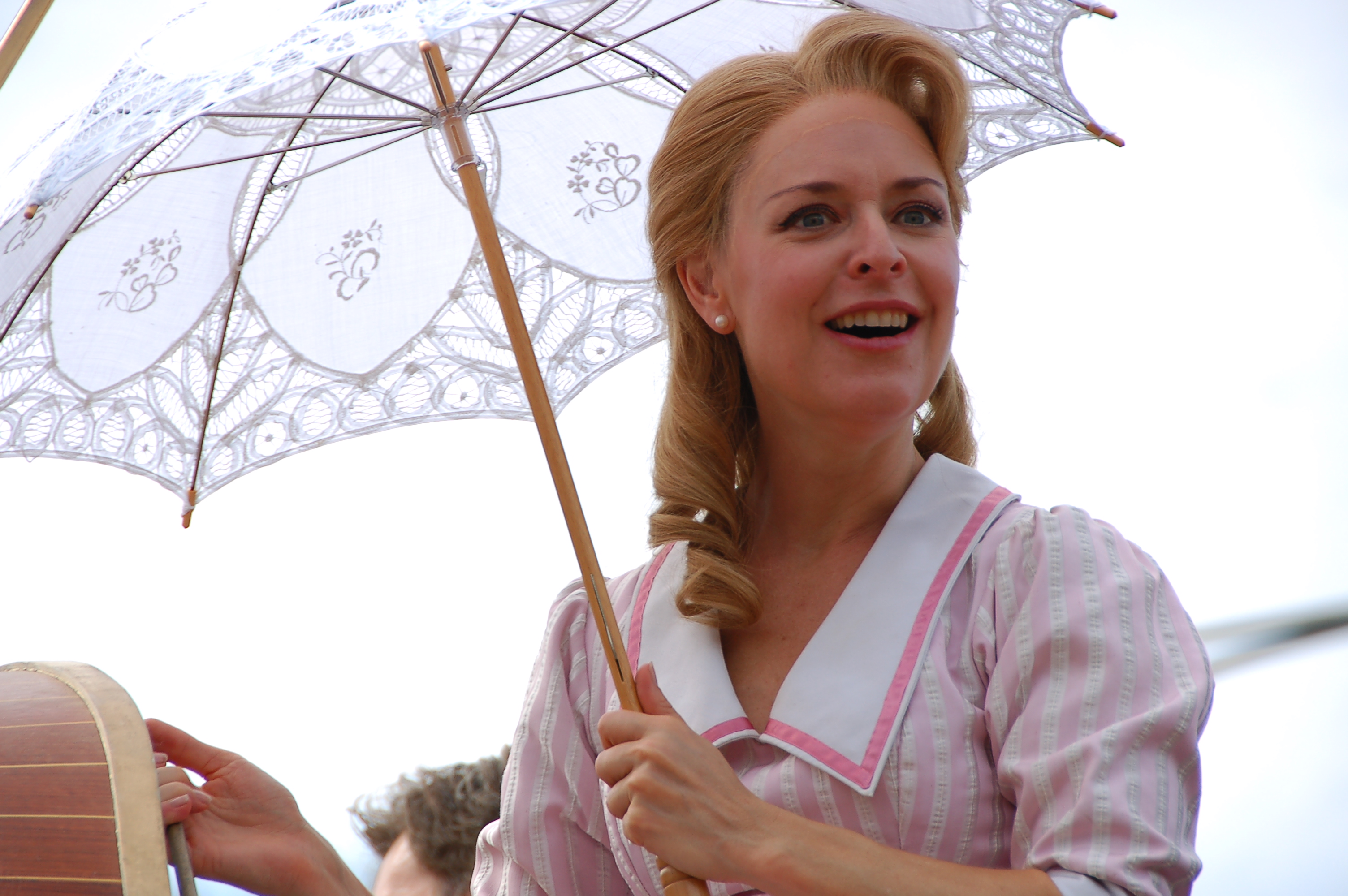
Rachael Beck dans son costume de Truly Scrumptious pour la comédie musicale Chitty Chitty Bang Bang, en 2013.

En novembre, elle a créé le rôle de Truly Scrumptious en Australie pour la première nationale de Chitty Chitty Bang Bang au Capitol Theatre de Sydney. Elle a poursuivi son rôle lors de la tournée nationale tout au long de 2013.
Rachael Beck est apparu avec son compatriote Michael Falzon, co-vedette de Ordinary Days, pour A Swingin 'Christmas Proms pour Adelaide Festival Center les 12 et 13 décembre 2014. En novembre 2015, elle prend le rôle de Diane dans la comédie musicale Next to Normal à Perth. Elle a fait à nouveau équipe avec Falzon en 2016, ainsi qu'avec Alexandra Flood, Luke Kennedy et le Queensland Symphony Orchestra pour la saison Strictly Gershwin du Queensland Ballet.

## Discographie
- 2014 : This Gril
- 2014 : My Baby Just Cares For Me (avec David Hobson)

## Récompenses et nominations
| Récompense        | Catégorie                           | Production              | Rôle              | Année | Résultat   |
| ----------------- | ----------------------------------- | ----------------------- | ----------------- | ----- | ---------- |
| Green Room Awards | Best Female Actor in a Leading Role | Les Misérables          | Fantine           | 1998  | Nomination |
| Green Room Awards | Best Female Actor in a Leading Role | Singin' in the Rain     | Kathy Seldon      | 2001  | Nomination |
| Green Room Awards | Best Female Actor in a Leading Role | Chitty Chitty Bang Bang | Truly Scrumptious | 2013  | Nomination |